# Marie de Sormiou
Marie de Sormiou (13 de febrero de 1865, París- 6 de noviembre de 1956, Marsella) nacida como Marie Thérèse Charlotte Buret, fue una dama de las letras francesas de finales del siglo XIX y principios del XX.

## Biografía
Marie Thérèse Charlotte Bruret, nació en París en 1865, fille d'Agustin Buret. En 1906 se casó con Alfred de Ferry, novelista y autor dramático. Dada su gran pasión por el sol y por el mar, se fueron a vivir a la zona de las Calanques, en Marsella, concretamente en la zona de Sormiou, la que le dará su nombre de escritora. Tuvieron allí una vida tranquila dedicada al arte y a la cultura.
Escribió en occitano su obra, en 1909 publicó Les Stances à Mireille. Después publicó L'offrandre a dieu y La joie aux pieds nuds, de inspiración pagana y cristiana a la vez. Tuvo sobre todo en el segundo una gran inspiración de San Francisco de Asís. En 1927 Ferry murió y ella se casó en segundas nupcias con Gutave de Bonnegrâce de Canolles. Finalmente murió el 6 de noviembre de 1956 en Marsella.

## Obras
- Chants de Soleil  Plon 1906
- Ode à la Provence, dite sur le Théâtre antique d'Orange par M. Mounet-Sully le 6 août 1906  Plon-Nourrit, 1906
- La Vie triomphante Plon-Nourrit, 1908
- Offrande aux dieux
- Cantique au Cantique des cantiques Trident 1935
- La joie aux pieds-nus: Les chants de la sandale - Les chants du voile - Les chants du miroir   Publiroc, 1936; Prix Baujour de poésie décerné par l'Académie de Marseille.

## Después de su muerte
En Marsella hay una avenida y un pasaje con su nombre.

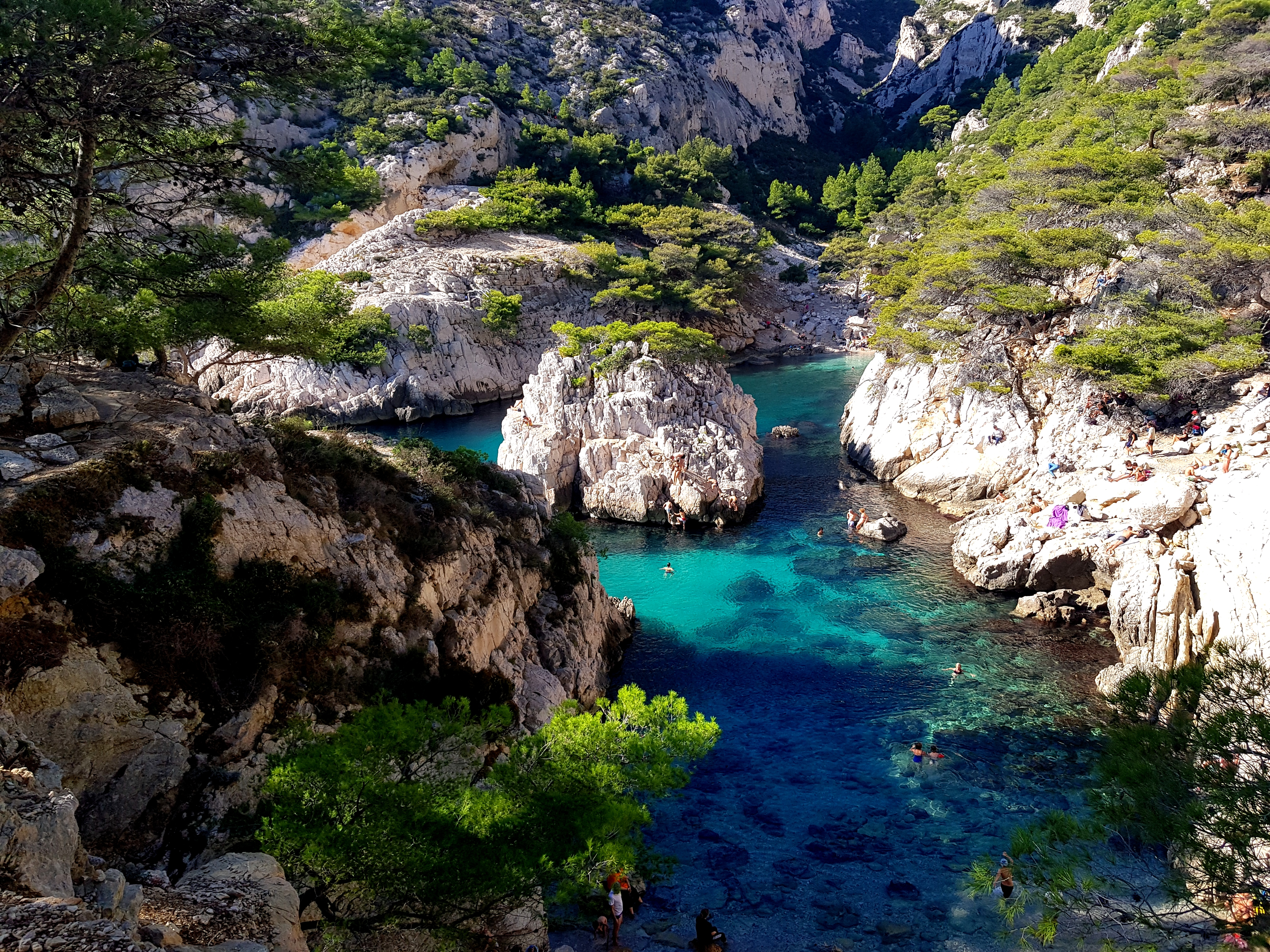
Les Calanques, Marsella